# Zeledons vliegenpikker
De Zeledons vliegenpikker (Acrochordopus zeledoni, synoniem Phyllomyias zeledoni) is een zangvogel uit de familie Tyrannidae (tirannen). Deze vogel is genoemd naar de Costa Ricaanse ornitholoog José Castulo Zeledón (1846-1923).

## Verspreiding en leefgebied
Deze soort komt voor van Costa Rica tot het noordwesten van Zuid-Amerika en telt vijf ondersoorten:
- A. z. zeledoni: Costa Rica en westelijk Panama.
- A. z. leucogonys: centraal Colombia, oostelijk Ecuador en noordoostelijk Peru.
- A. z. wetmorei: Serranía del Perijá (op de grens Colombia en Venezuela).
- A. z. viridiceps: noordelijk Venezuela.
- A. z. bunites: de tepuis van zuidelijk Venezuela.

## Status
De grootte van de populatie is niet gekwantificeerd maar de soort wordt omschreven als schaars. Op de Rode lijst van de IUCN heeft deze soort de status niet bedreigd.